# Pup (groupe)
Pour les articles homonymes, voir PUP.
Pup (abréviation de Pathetic Use of Potential), stylisé PUP, est un groupe canadien de punk rock, originaire de Toronto, en Ontario. À l'origine formé sous le nom de Topanga, le groupe sort son premier album éponyme le 8 octobre 2013 sur Royal Mountain Records. En décembre 2013, PUP signe avec SideOneDummy Records et réédite son premier album aux États-Unis le 8 avril 2014. Le groupe était en studio fin 2015 pour enregistrer son deuxième album The Dream Is Over qui sort le 27 mai 2016 par l'intermédiaire de SideOneDummy. Le troisième album du groupe, intitulé Morbid Stuff, sort le 5 avril 2019,. This Place Sucks Ass, un EP de six titres, sort le 27 octobre 2020. Leur quatrième album, The Unraveling of PUPTheBand, sort le 1er avril 2022.

## Histoire

### Origines et formation (2010)
Le bassiste Nestor Chumak, le guitariste Steve Sladkowski et le batteur Zack Mykula sont des amis d'enfance qui sont allés à l'école ensemble à Toronto. Deux d'entre eux se sont rencontrés en troisième année, et le troisième les a rencontrés au lycée à Humberside Collegiate Institute. Tout au long de leur enfance, ils ont joués dans plusieurs groupes ensemble. Le chanteur et guitariste Stefan Babcock a également grandi en jouant dans des groupes à Toronto. Au lycée, il est le guitariste principal d'un groupe de ska appelé Stop Drop N Skank, qu'il a formé avec certains de ses camarades de classe à l'école secondaire Earl Haig. Babcock rencontre Chumak, Sladkowski et Mykula à l'occasion de concerts locaux à Toronto, mais n'est pas très proche d'eux à l'époque.
Après le lycée, le groupe de Babcock, Stop Drop N Skank, se dissout. Alors qu'il fréquente l'université Ryerson, il travaille avec Nestor Chumak à l'enregistrement d'une chanson qu'il a écrite pour un projet scolaire, puis s'associe avec les amis de Chumak, Sladkowski et Mykula, pour former un groupe appelé Topanga. Le nom vient de Topanga Matthews, un personnage de la sitcom Incorrigible Cory de Disney dans les années 1990, que le groupe a appelé « notre premier coup de foudre au collège ». Ils décident d'enregistrer un EP de quatre titres ensemble, bien que Babcock dise qu'à l'époque, ils considéraient cela comme un projet unique et ne se voyaient pas comme un « vrai groupe ». Topanga EP (plus tard renommé Lionheart EP) est publié en téléchargement gratuit le 7 décembre 2010.

### Débuts  (2011-2013)

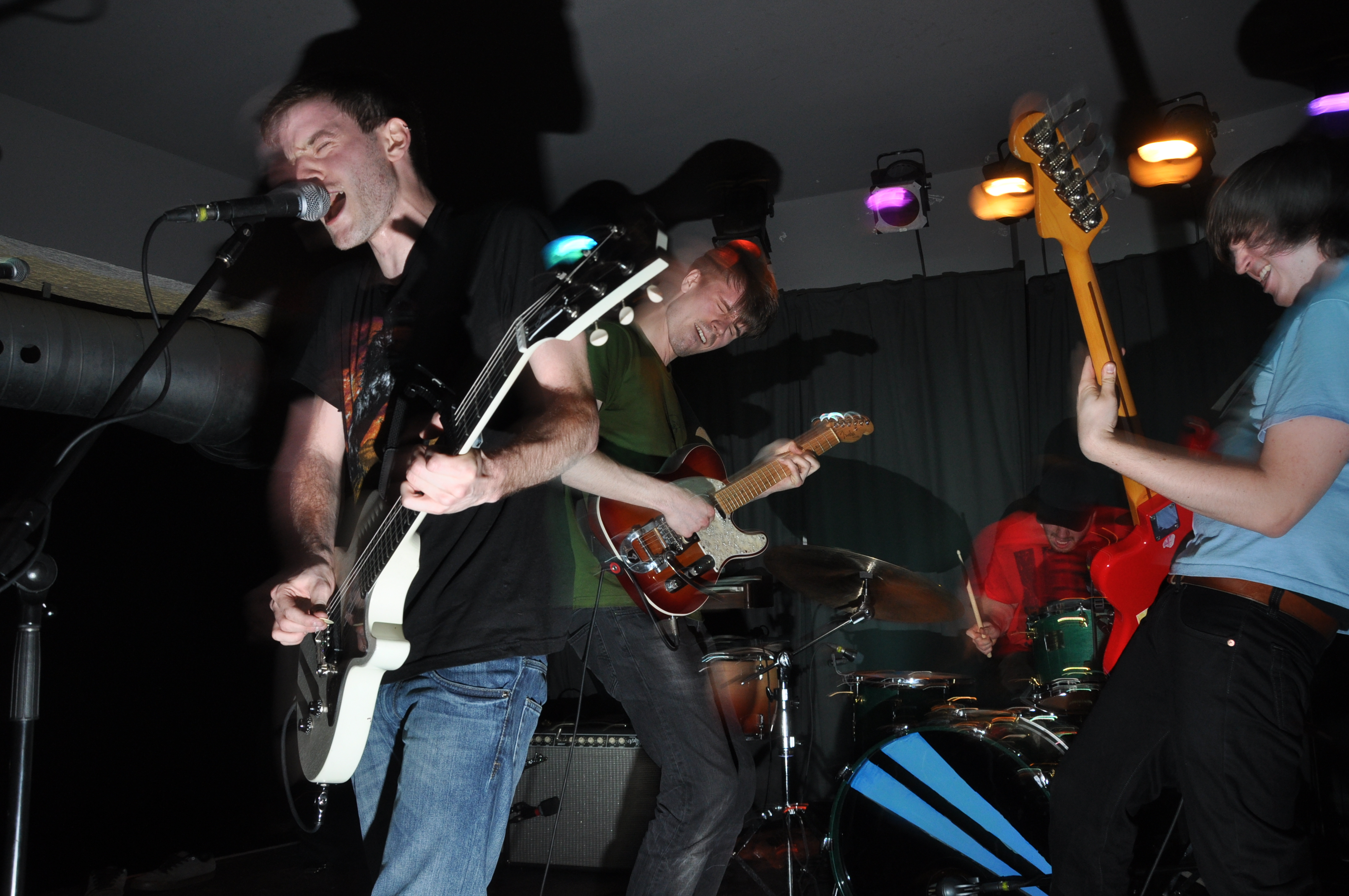
Topanga en concert dans un bar d'Ottawa en 2012.

Peu de temps après la sortie de leur premier EP, le groupe commence à se produire sur scène. Ils ont joué leur tout premier spectacle au Bovine Sex Club en janvier 2011. Selon Babcock, l'EP gagnait en popularité en ligne, et ils ont commencé à recevoir des offres de spectacles de plus en plus intéressantes. Au début de 2012, ils commencent à tourner avec Hollerado et signent sur le label de Hollerado, Royal Mountain Records. Le 15 février 2012, ils sortent le 7" deux titres Oceans avec Royal Mountain.
En 2012, Topanga commence à envisager de faire leur premier album complet, et voulait trouver un producteur qui pourrait les aider à capturer leur style de performance lourde dans un enregistrement studio. Inspiré par l'album éponyme de 2008 de The Bronx, ils étaient intéressés à travailler avec son producteur, Dave Schiffman, un vétéran de l'industrie qui a travaillé avec des artistes tels que Rage Against the Machine, Weezer, et Anti-Flag. Ils lui envoient une démo et, à leur grande joie, il l'a aimée et s'est envolé pour Toronto afin de commencer à travailler sur leur album. L'album est enregistré à Montréal, au Québec, dans un studio qui appartient à l'ancien pilote professionnel de F1 Jacques Villeneuve.
Alors qu'ils travaillent sur l'album, le groupe décide de changer de nom, passant de Topanga à quelque chose d'autre. Selon Babcock, le nom leur semblait moins approprié maintenant qu'ils avaient adopté un style punk rock lourd (par opposition au style rock plus léger qu'ils avaient joué au début). De plus, Disney avait annoncé une nouvelle série dérivée basée sur Boy Meets World, et le groupe ne voulait pas y être associé. Après quelques mois d'incertitude, ils se sont décidés pour le nom PUP. Le nom est un acronyme d'une citation de la grand-mère de Babcock, qui disait que jouer dans un groupe de rock était une « utilisation pathétique du potentiel » Le groupe a officiellement annoncé son nouveau nom via les médias sociaux le 16 avril 2013.

### PUP (2013-2015)

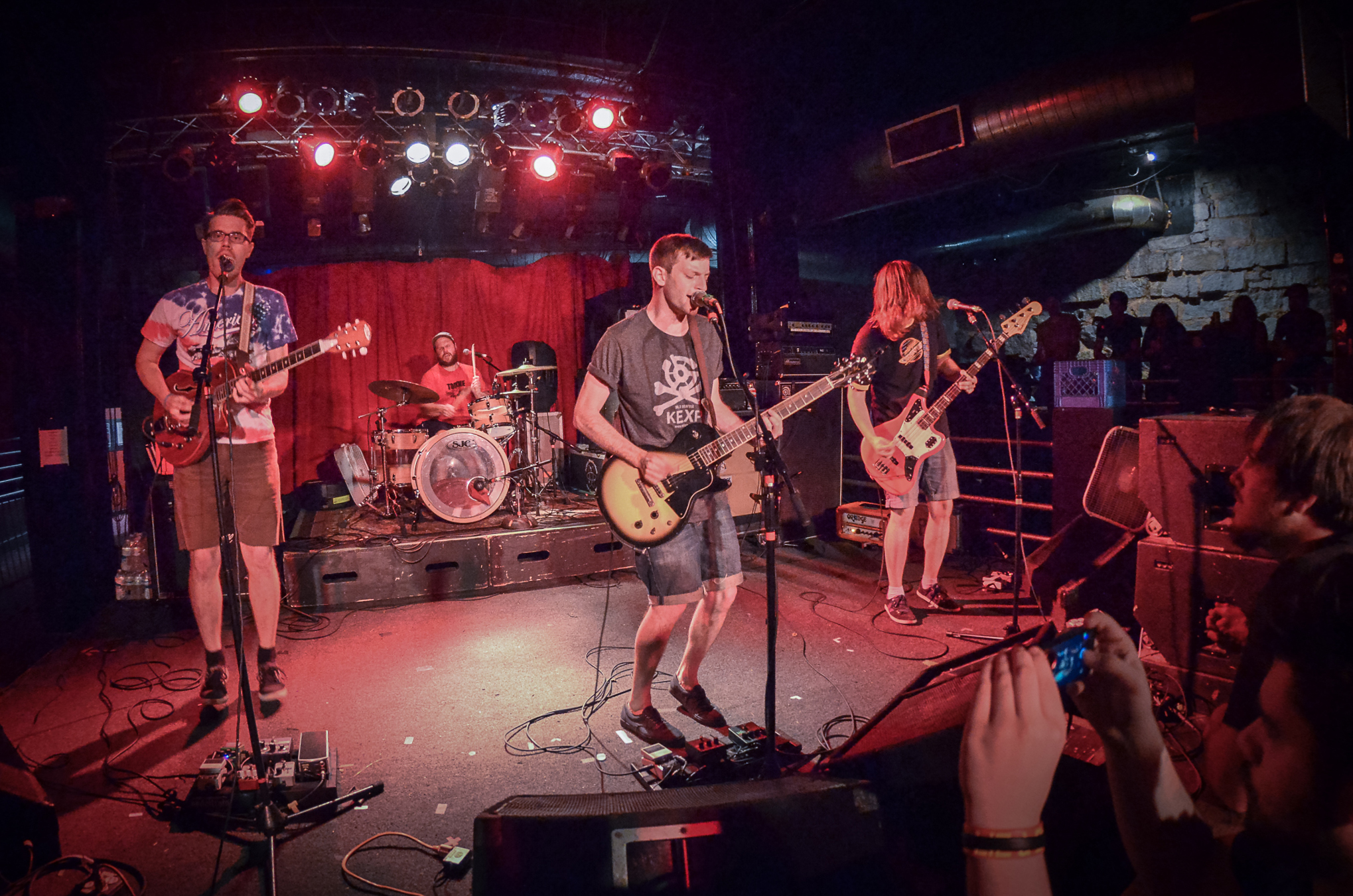
PUP se produisant à The Masquerade à Atlanta en 2014.

Après avoir commencé à enregistrer avec Schiffman, le groupe annonce que son prochain album sortirait le 8 octobre 2013. De septembre à la fin novembre 2013, PUP se joint à Hollerado et aux Zolas pour une tournée de 24 arrêts à travers le Canada afin de promouvoir l'album. À sa sortie, le premier album éponyme, PUP, est salué par la critique. Le Calgary Herald nomme PUP l'un des meilleurs nouveaux groupes du Canada, et Stereogum les classe parmi les 40 meilleurs nouveaux groupes de 2013. PUP remporte deux Bucky Awards sur CBC Radio 3 pour le meilleur spectacle en direct et le meilleur nouveau groupe en 2013, et est nommé pour la meilleure vidéo.
En décembre 2013, PUP signe avec SideOneDummy Records et réédite son premier album aux États-Unis le 8 avril 2014. En 2014, ils effectuent leur première tournée au Royaume-Uni, jouant 8 spectacles à travers le pays avec le groupe britannique Slaves. Les deux premiers concerts de la tournée à Londres faisaient partie de la tournée des NME Awards. Ensuite, ils jouent au South by Southwest à Austin, au Texas, suivi de plusieurs autres concerts à Londres et du festival Groezrock, en Belgique. En mai, ils entament une longue tournée aux États-Unis avec les Menzingers, Lemuria et Cayetana, jouant 32 concerts en 39 jours. En août, ils ouvrent pour les Hives à Londres, en Angleterre, et jouent ensuite aux Reading and Leeds Festivals. En septembre 2014, ils font leur première apparition au Riot Fest à Chicago et à Toronto.
À la fin de 2014, PUP effectue sa première tournée en tête d'affiche au Canada et aux États-Unis, culminant avec un concert à guichets fermés au Lee's Palace de Toronto présentant une performance de « niveau supérieur ». Au début de 2015, PUP effectue une tournée de plusieurs villes en Australie, en soutien au Smith Street Band. PUP participe ensuite au Vans Warped Tour 2015, se joignant à la tournée pour le mois de juillet, y compris une date très attendue à Toronto, la ville natale du groupe et l'endroit où le groupe a connu le succès. C'était la première fois que le groupe jouait à l'amphithéâtre Molson. Entre octobre et décembre 2015, le groupe assure la première partie de la tournée américaine de Modern Baseball.

### The Dream Is Over(2016-2018)

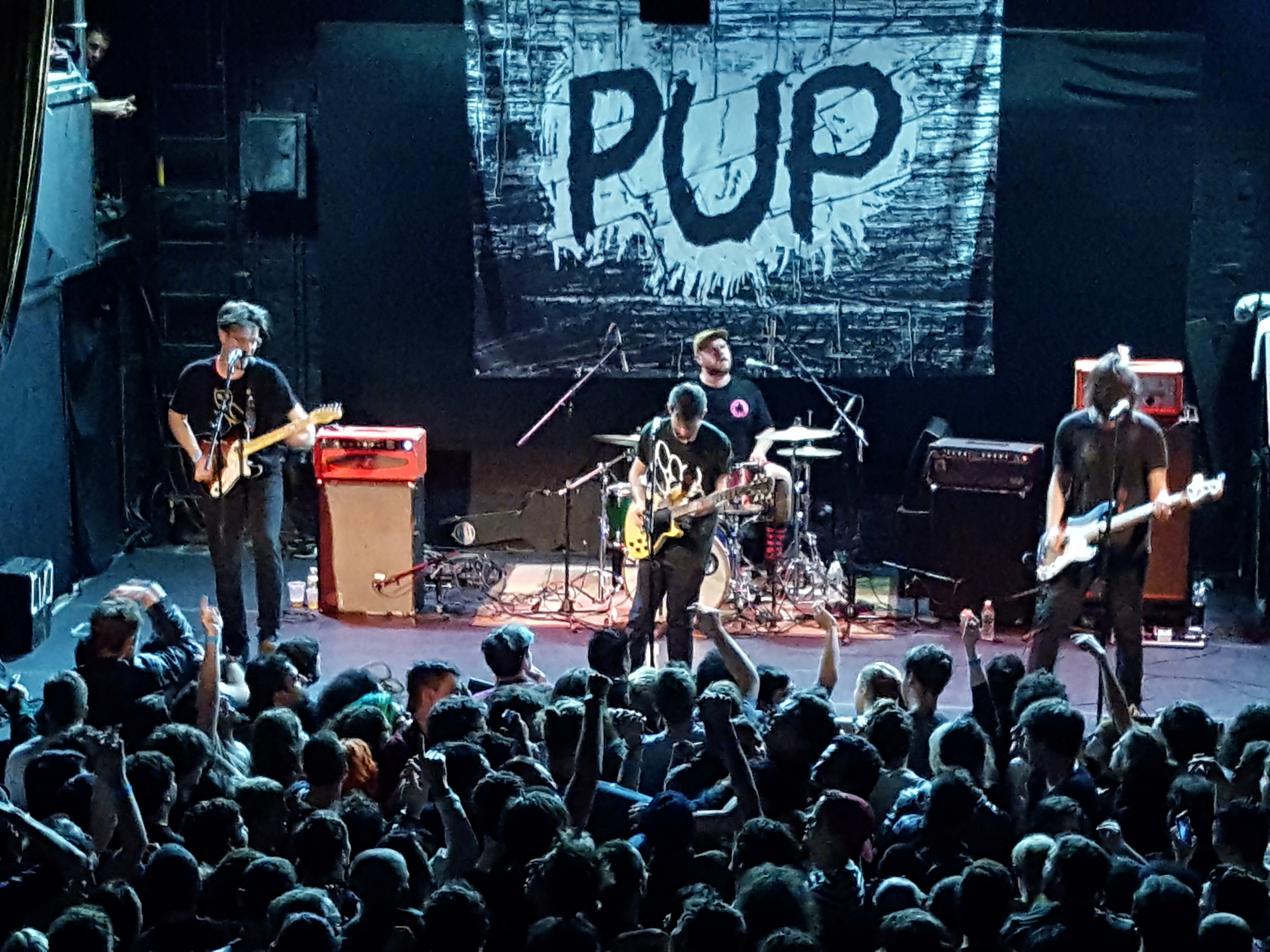
PUP se produisant au Bowery Ballroom à New York, octobre 2016.

Au début de l'année 2016, PUP se produit en tête d'affiche d'un nombre très restreint de concerts à New York, et sort un nouveau titre, DVP, tiré de son deuxième album, The Dream Is Over,.
Le 27 mai 2016, PUP sort The Dream Is Over sur SideOneDummy. Selon le groupe, le titre est une citation directe du médecin de Babcock après avoir endommagé ses cordes vocales.
PUP tourne aux États-Unis, au Canada, en Australie et en Europe en 2016 lors d'une tournée en tête d'affiche intitulée If This Tour Doesn't Kill You, I Will, qui est également le nom de la première piste de l'album. Début 2017, PUP est en tête d'affiche de concerts européens avec The Wonder Years et Tiny Moving Parts. Au cours du printemps et de l'été 2017, ils font des apparitions dans plusieurs festivals de musique, notamment Shaky Knees, Boston Calling, WayHome, Lollapalooza, et Osheaga.
En septembre 2017, PUP fait ses débuts sur la télévision câblée dans l'émission Last Call with Carson Daly sur NBC, interprétant Sleep in the Heat et If This Tour Doesn't Kill You, I Will / DVP.
En janvier 2018, PUP rejoint The Menzingers aux côtés de Cayetana pour leur tournée en tête d'affiche au Royaume-Uni et en Europe.

### Morbid Stuff(2018-2019)

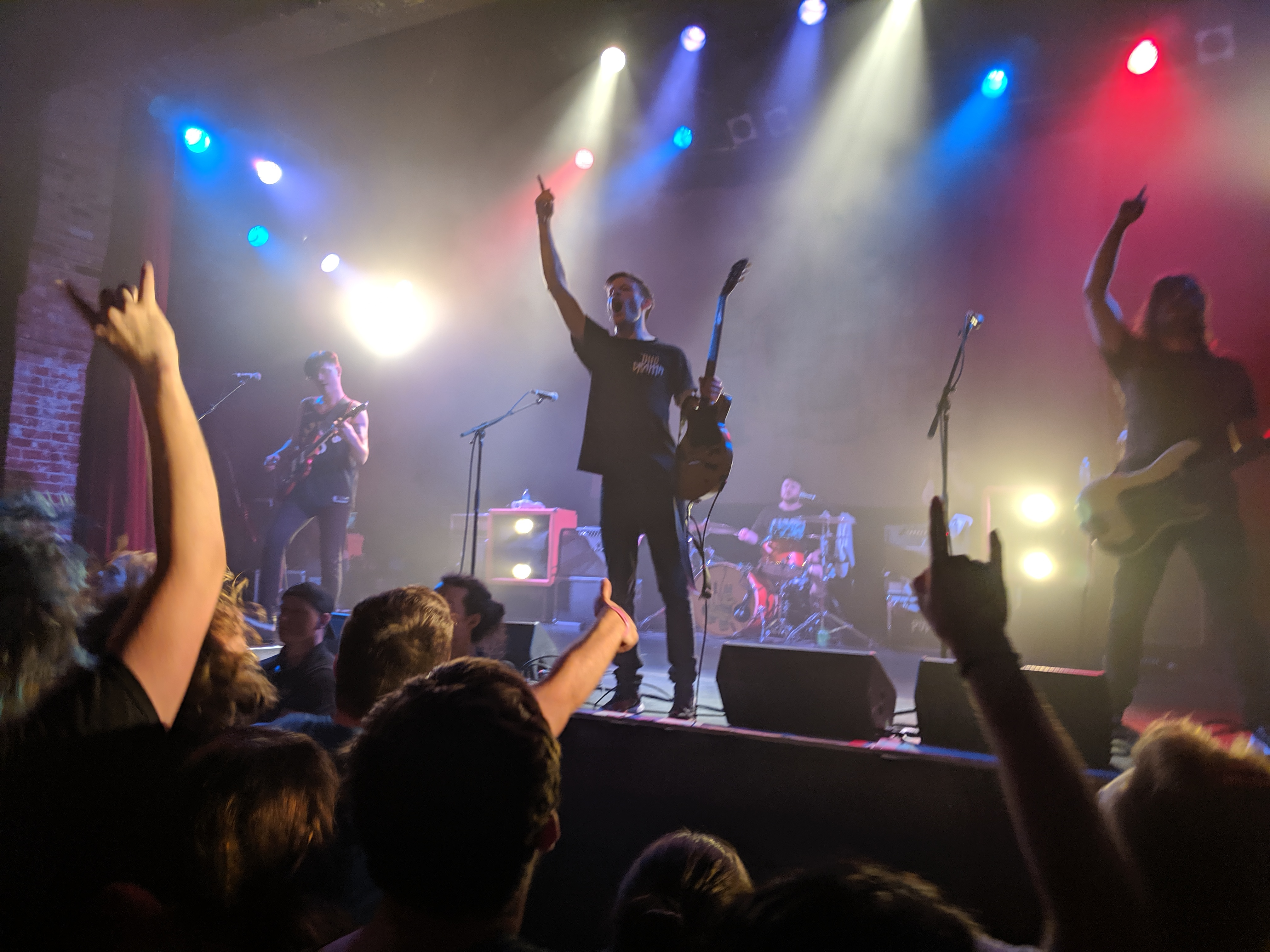
PUP se produisant lors de leur tournée Morbid Stuff-Pocalyspe au Bogart's en mai 2019.

En mai 2018, le groupe annonce qu'il termine l'enregistrement de son troisième album à Toronto avec Dave Schiffman et Darren McGill,. Vers la fin de l'année 2018, le groupe sort un zine intitulé Pup the Zine Vol. 1 contenant une bande dessinée et un flexi disc pour une version live de My Life Is Over and I Couldn't Be Happier.
En janvier 2019, le groupe sort Pup the Zine Vol. 2 avec un flexi disc contenant un nouveau single, Kids, qu'ils envoient par la poste aux fans au cours du mois. Les zines contenaient également un communiqué de presse et la date de sortie du troisième album du groupe, Morbid Stuff, prévu pour le 5 avril 2019. Le deuxième single de l'album, Free at Last, est publié le 27 février 2019 et comprenait des voix invitées d'Eva Hendricks de Charly Bliss. Le groupe interprète Kids sur Late Night with Seth Meyers le 21 mars 2019, en prévision de la sortie de Morbid Stuff,. Plus tard en mars 2019, le groupe publie deux nouvelles chansons, Scorpion Hill et Sibling Rivalry,,.

### Effilochage de PUPTheBand (depuis 2020)
Le 3 juillet 2020, le groupe sort un album live disponible sur Bandcamp pour une journée seulement, intitulé Live at the Electric Ballroom,. En août 2020, le groupe sort une reprise de A.M. 180, extrait du premier album de Grandaddy, Under the Western Freeway. En septembre 2020, le groupe annonce qu'un nouvel EP de six titres, This Place Sucks Ass, sortira le 23 octobre. En même temps que l'annonce, ils publient l'un des titres de l'EP, Rot.
En décembre 2020, PUP collabore avec le groupe new-yorkais Charly Bliss sur une chanson de Noël intitulée It's Christmas and I Fucking Miss You. Les groupes publient également une vidéo musicale accompagnant la chanson. Le groupe contribue à une reprise de la chanson Holier than Thou de Metallica pour l'album d'hommage caritatif The Metallica Blacklist, sorti en septembre 2021. Le 9 novembre 2021, PUP sort deux nouveaux singles, Waiting et Kill Something,.
Le 18 janvier 2022, PUP annonce son quatrième album studio, The Unraveling of PUPTheBand, qui sort le 1er avril 2022. Ils sortent égalementun single de l'album, Robot Writes a Love Song, ainsi qu'un clip vidéo.

## Discographie

### Albums studio
- 2013 - PUP (Royal Mountain, SideOneDummy)
- 2016 - The Dream Is Over (Royal Mountain, SideOneDummy)
- 2019 - Morbid Stuff (Little Dipper, Rise)
- 2022 - The Unraveling of PUPTheBand (Little Dipper, Rise)
- 2025 - Who Will Look After the Dogs? (Little Dipper, Rise)

### EP
- 2010 : Lionheart EP
- 2012 : Oceans
- 2020 : This Place Sucks Ass

### Albums live
- 2015 : Audiotree Live (numérique)[52]
- Live at The Electric Ballroom (numérique, enregistré les 20-21 novembre)[43]
- 2022 : PUP Unravels Live in Front Of Everyone They Know (numérique)[53]

### Singles
- 2012 : Oceans
- 2014 : Reservoir / My Shadow (Jay Reatard cover)
- 2017 : You Don't Get Me High Anymore (Triple J Like a Version) (reprise de Phantogram)
- 2018 : My Life Is Over and I Couldn't Be Happier (vinyle live)
- 2019 : Kids (vinyle)
- 2019 : Bloody Mary, Kate and Ashley (vinyle)
- 2019 : Bare Hands (demo) (vinyle)
- 2020 : Skateboarding Is A Crime And You Should Be In Jail
- 2020 : Anaphylaxis (2020)
- 2020 : A.M. 180 (reprise de Grandaddy)
- 2020 : Rot
- 2020 : It's Christmas and I Fucking Miss You (avec Charly Bliss)
- 2021 : Waiting/Kill Something
- 2022 : Robot Writes a Love Song
- 2022 : Matilda
- 2022 : Totally Fine
- 2023 : How to Live With Yourself/Smoke Screen